# Селуэй, Фил
Филип Джеймс Селуэй (англ. Philip James Selway; род. 23 мая 1967, Абингдон, Оксфордшир, Англия) — барабанщик британской рок-группы Radiohead.

## Radiohead
Помимо выполнения своих основных обязанностей в группе, Фил также иногда выступает в качестве бэк-вокалиста во время концертных выступлений Radiohead — чаще всего во время исполнения песни «There There», — а также занимается программированием драм-машины начиная с альбома Kid A. Фил — самый старший участник Radiohead. До того, как Radiohead стали успешной командой, он изучал английский язык и историю в Ливерпульском университете им. Джона Мурса, а ещё раньше совмещал работу сессионного музыканта и школьного учителя.
Фил учился игре на барабанах в Лондоне в школе Drumtech вместе с другим участником Radiohead Эдом О’Брайеном.
В 2008 году Gigwise поставил его на 26-ю строчку в списке лучших барабанщиков всех времен.

## Сторонние проекты
Фил выступал с группой Dive Dive в 2005 году, а также наряду с Джонни Гринвудом и вокалистом Pulp Джарвисом Кокером исполнил роль участника группы Weird Sisters в фильме «Гарри Поттер и Кубок огня». Также он поучаствовал в записи альбома Нила Финна 7 Worlds Collide.

## Личная жизнь
Фил родился в Абингдоне, Оксфордшир, Англия. У него есть жена Кейт и трое сыновей — Лео, Джейми и Патрик (которым были посвящены альбомы Kid A, Amnesiac и Hail to the Thief соответственно).

## Дискография
- Familial (2010)
- Running Blind EP (2011)
- Weatherhouse (2014)